# ユン・サンヒョン
尹 相鉉（ユン・サンヒョン、1973年9月21日 - ）は、韓国の俳優。

## プロフィール
- 身長：181cm[1]、182cm[2]
- 体重：70kg[1]、74kg[2]
- 血液型：B型[1]
- 特技：歌唱、絵画
- 趣味：登山、料理、釣り
- 座右の銘：笑う門には福来る

## 概要
- 2005年 デビュー[1]。
- 2009年 株式会社クロスワンと日本国内マネージメント契約　日本活動開始。
- 《내조의 여왕》（邦題:僕の妻はスーパーウーマン）出演中より韓国国内で花美男,美中年と呼ばれ始め、同ドラマ内で歌った Never Ending Story がヒット。
- 2010年1月1日　Amebaブログにて　ユン･サンヒョン オフィシャルブログ開始。
- 2010年3月23日 公式モバイルサイト開始。
- 2010年3月31日 ソニー・ミュージックダイレクト より日本歌手デビュー。
- 2011年4月　レコード会社「TUNES TRACKS」（株式会社つばさレコーズとユニバーサル ミュージックの合同会社）に移籍。
- 2012年2月-3月 日本で初めてのコンサートツアーを大阪、名古屋、東京で行う。

## 出演作品

### 映画
- サンデイ ソウル《썬데이 서울》（2006年） - デート相手 役（友情出演）
- 音痴クリニック 《음치클리닉》（2012年） - シンホン 役
- ダイナマイト・ファミリー《덕수리 5형제》（2014年） - 長男 役
- ガール・コップス《걸캅스》（2019年） - チョ・ジチョル 役

### テレビドラマ
- 百万長者と結婚する《백만장자와 결혼하기》（2005年、SBS） - ユ・ジナ 役《유진하》
- 恋の花火《불꽃놀이》（2006年、MBC） - カン・ソンウ 役《강승우》
- 独身天下《독신천하》（2006年、SBS）... ユン・ジホン 役《윤지헌》
- 失われた7日間 《드라마시티-일주일》（2006年、KBS）単発ドラマ
- 冬鳥《겨울새》（2007年、MBC） - チュ・ギョンウ 役《주경우》
- パパ3人、ママ1人《아빠셋 엄마하나》（2008年、KBS2） - チョン・ソンミン 役《정성민》(友情出演)
- クク島の秘密　《크크섬의 비밀》（2008年、MBC） - ユン代理 役《윤대리》
- 僕の妻はスーパーウーマン《내조의 여왕》（2009年、MBC） - ホ・テジュン 役《허태준》
- お嬢さまをお願い!　《아가씨를 부탁해》（2009年、KBS2） - ソ・ドンチャン 役《서동찬》
- シークレット・ガーデン　《시크릿가든》（2010年、SBS） - オスカー 役《오스카》
- 負けたくない!　《지고는 못살아》（2011年、MBC） - ヨン・ヒョンウ 役《연형우》
- 君の声が聞こえる 《너의 목소리가 들려》（2013年、SBS） - チャ・グァヌ 役 《차관우》
- カプトンイ〜真実を追う者たち〜《갑동이》（2014年、tvN） - ハ・ムヨム 役
- ピノキオ（2014年-2015年、SBS） - チャ・グァヌ 役
- 君を愛した時間（2015年、SBS） - ユン・サンヒョン 役
- 僕は彼女に絶対服従～カッとナム・ジョンギ（2016年、JTBC） - ナム・ジョンギ役
- ショッピング王ルイ（2016年、MBC） - チャ・ジュンウォン 役
- 完璧な妻（2017年、KBS） - ク・ジョンヒ 役
- 力の強い女ト・ボンスン（2017年、JTBC） - チャールズ・コ 役
- 私の愛、あなたの秘密（2018年、MBC） - キム・ドヨン 役
- 私の恋したテリウス〜A Love Mission〜（2018年、MBC） - ユ・ジソプ 役
- 18アゲイン《18 어게인》（2020年、KBS） - ホン・デヨン 役

### テレビバラエティ番組
- 2010年 SBS　ファミリーがやってきた2《패밀리가 떴다2》レギュラー出演

### 日本のテレビ番組
- 2010年 NHK教育　テレビでハングル講座　スキットドラマ出演　2010年3月31日～
- 2010年 NHK教育　韓流！“語楽”スペシャル出演　2010年5月1日放送　（2010年3月25日於五反田ゆうぽうとホール収録）

### ミュージックビデオ
- 2005年 KYO 1集 『Cross』MV
- 2005年 イ・スンチョル《이승철》スペシャルアルバム 『A Walk to Remember《열을 세어 보아요》』MV
- 2009年 イ・スンチョル 『愛は本当に難しい 《사랑 참 어렵다》』 MV　相手役：キム・ジョンウン

## ディスコグラフィ

### 韓国
- 2005年 SBS   ルル姫《루루공주》 OST 参加
- 2009年 MBC   僕の妻はスーパーウーマン《내조의 여왕》Digital Single
- 2009年 雨とあなたの物語《비와 당신의 이야기》Digital Single
- 2009年 KBS   お嬢さまをよろしく《아가씨를 부탁해》OST 参加
- 2010年 SBS シークレット・ガーデン《시크릿가든》 OST 参加
- 2011年 SBS シークレット・ガーデン スペシャル OST 参加
- 2011年 MBC 負けたくない! 《지고는 못살아》 OST 参加

### 日本

#### シングル
- 「最後の雨」 ※最後の雨は中西保志歌唱楽曲のカバー （2010年3月31日）
- 「誓い」 （2010年6月23日）
- 「Summer Eyes」 ※A盤・B盤の2種を発売 （2011年6月8日）
- 「悲しみにさよなら」 ※A盤・B盤の2種を発売 （2012年2月15日）

#### アルバム
- 「Precious Days」 （2011年2月16日）

#### DVD
- MINI LIVE & FAN MEETING 2011 TOKYO・OSAKA （2011年9月21日）
- FIRST CONCERT 2011 NAGOYA （2011年12月21日）
- The Road （2012年1月26日）

#### 書籍
- 笑門来福（ショウモンライフク） （2011年1月25日）

## 広告

### 韓国
- 2005年 韓国通信部　不法複製CD追放 公共広告 (불법복제 CD 추방 공익광고)
- 2005年 SONY PSP (소니 PSP) 共演 コ・ウナ《고은아》
- 2009年 Kyo Won L&C "wells" 清浄浄水機 (교원L&C '웰스송')
- 2009年 マキシムアイスコーヒー 納涼特集編 CF (맥심 아이스커피-납량특집편)　共演 イ・ナヨン《이나영》
- 2009年 FRION (프라이언)　秋冬モデル
- 2009年 農心ラーメン CF (농심 무파마 )　共演 ソン・ウソン《선우선》
- 2009年 bukang sems 紫外線殺菌掃除機 Raycop (부강샘스 자외선 살균청소기 레이캅)　共演 ソン・ウソン《선우선》
- 2009年 ソマン化粧品 (소망화장품)
- 2009年 ウリカード (우리카드)
- 2011年 FRION (프라이언)　春夏モデル
- 2011年 ハイマート 携帯電話編(하이마트)

### 日本
- 2010年　ROYCE’ロイズコンフェクト　生チョコレート

## コンサートツアー
- 1st JAPAN CONCERT TOUR -BLACK MOUNTAIN-　（2012年2月 - 3月）

## その他の活動

### 韓国
- 2005年 ニュー韓流スター展示会 招請
- 2007年 エルオム ファッションショー　メインモデル
- 2009年 コリアドラマフェスティバル 広報大使
- 2010年 慶尚北道　広報大使
- 2010年 韓流ドリームフェスティバル 広報大使

### 日本
- 2009年 マスコミ関係者向け日本活動開始　コンベンション開催（2009年8月2日 於SHIBUYA BOXX）
- 2009年 1st ファンミーティング開催（2009年8月2日 於SHIBUYA BOXX　コンベンション終了後開催）
- 2009年 PAXMUSICA 2009 〜Asian Pops Platinum Live〜歌手出演（2009年11月8日 於東京国際フォーラム）
- 2009年 河口湖ファンミーティング開催（2009年12月5日-2009年12月6日於河口湖周辺）
- 2010年 韓流！“語楽”ナイト出演（2010年3月25日於五反田ゆうぽうとホール）
- 2011年 1stアーティストブック『笑門来福』（2011年1月25日発売ソニー・マガジンズ刊）
- 2011年 ミニライブ＆ファンミーティング（2011年2月25日於五反田ゆうぽうとホール 2011年2月27日於NHK大阪ホール）
- 2011年 サンヒョンプロデュース！ライブ付 サンミーティングIN名古屋（2011年6月12日於名鉄ホール）

## 受賞歴
- 2006年 SBS演技大賞ニュースター賞 《독신천하》
- 2009年 Mnet 20'schoice　Hot boom-up song賞 受賞
- 2009年 第17回大韓民国文化芸術大賞 タレント部門優秀賞 受賞
- 2009年 コリアライフスタイルアワード ベストドレッサー賞 受賞
- 2009年 MBC演技大賞最優秀男優賞 受賞 《내조의 여왕》
- 2009年 KBS演技大賞ベストカップル賞・人気賞 受賞 《아가씨를 부탁해》